# علم التربية
علم التربية أو علم أصول التدريس أو البيداغوجيا (بالإنجليزية: Pedagogy) الذي يُفهم بشكل شائع على أنه نهج التدريس، هو نظرية وممارسة التعلم، وكيف تؤثر هذه العملية وتتأثر بالتطور الاجتماعي والسياسي والنفسي للمتعلمين. يعتبر علم التربية نظامًا أكاديميًا، وهو دراسة كيفية نقل المعرفة والمهارات في سياق تعليمي، ويأخذ في الاعتبار التفاعلات التي تحدث أثناء التعلم. تختلف النظريات والممارسات بشكل كبير لأنها تعكس سياقات اجتماعية وسياسية وثقافية مختلفة.
غالبًا ما يوصف علم التربية بأنه فعل التدريس. تشكل طرائق التدريس التي يتبناها المعلمون تصرفاتهم وأحكامهم واستراتيجيات التدريس من خلال مراعاة نظريات التعلم وفهم الطلاب واحتياجاتهم وخلفيات الطلاب واهتماماتهم الفردية. وقد تتراوح أهدافه من تعزيز التعليم الليبرالي (التنمية العامة للإمكانات البشرية) إلى التفاصيل الأضيق للتعليم المهني (نقل واكتساب مهارات محددة).
وتخضع الاستراتيجيات التعليمية لخلفية التلميذ المعرفية والخبرة والوضع والبيئة، بالإضافة إلى أهداف التعلم التي يحددها الطالب والمعلم. أحد الأمثلة على ذلك هو المنهج السقراطي.

## الاعتبارات التربوية

### طرائق التدريس
طريقة التدريس هي مجموعة من المبادئ والأساليب التي يستخدمها المعلمون لتمكين الطلاب من التعلم. يتم تحديد هذه الاستراتيجيات جزئيًا من خلال الموضوع الذي سيتم تدريسه، وجزئيًا من خلال الخبرة النسبية للمتعلمين، وجزئيًا من خلال القيود التي تسببها بيئة التعلم. لكي تكون طريقة تدريس معينة مناسبة وفعالة، يجب أن تأخذ في الاعتبار المتعلم، وطبيعة الموضوع، ونوع التعلم الذي من المفترض أن يحققه.

### المنهج الدراسي الخفي
يشير المنهج الخفي إلى الأنشطة التعليمية الإضافية أو الآثار الجانبية للتعليم، "[الدروس] التي يجري تعلمها ولكن ليست المقصودة من الأهداف المعلنة" مثل نقل المعايير والقيم والمعتقدات المنقولة في الفصل الدراسي والبيئة الاجتماعية.

### مساحة التعلم
تشير مساحة التعلم أو بيئة التعلم إلى بيئة مادية لبيئة التعلم، وهو المكان الذي يحدث فيه التدريس والتعلم. يُستخدم المصطلح بشكل شائع كبديل أكثر تحديدًا لمصطلح "الفصل الدراسي"، ولكنه قد يشير أيضًا إلى موقع داخلي أو خارجي، سواء كان فعليًا أو افتراضيًا. تتنوع مساحات التعلم بشكل كبير من حيث الاستخدام وأنماط التعلم والتكوين والموقع والمؤسسة التعليمية. وهي تدعم مجموعة متنوعة من أساليب التدريس، بما في ذلك الدراسة الهادئة، والتعلم السلبي أو النشط، والتعلم الحركي أو الجسدي، والتعلم المهني، والتعلم التجريبي، وغيرها.

### نظريات التعلم
تصف نظرية التعلم كيفية تلقي الطلاب للمعرفة ومعالجتها والاحتفاظ بها أثناء التعلم. تلعب التأثيرات المعرفية والعاطفية والبيئية، بالإضافة إلى الخبرة السابقة، دورًا في كيفية اكتساب الفهم أو النظرة الشاملة أو تغييرها والاحتفاظ بالمعرفة والمهارات.

### التعلم عن بعد
التعليم عن بعد أو التعلم عن بعد هو تعليم الطلاب الذين قد لا يكونون حاضرين جسديًا دائمًا في المدرسة. تقليديًا، يتضمن هذا عادةً دورات بالمراسلة حيث يتواصل الطالب مع المدرسة عبر البريد. اليوم يتضمن التعليم عبر الإنترنت. الدورات التي تجري إجراؤها (51% أو أكثر) تكون إما مختلطة أو مدمجة أو 100% عن بعد. تعد المساقات الهائلة المفتوحة عبر الإنترنت (MOOCs)، والتي توفر مشاركة تفاعلية واسعة النطاق وإمكانية الوصول المفتوح من خلال الشبكة العنكبوتية العالمية أو تقنيات الشبكات الأخرى، من التطورات الحديثة في التعليم عن بعد. يستخدم عدد من المصطلحات الأخرى (التعلم الموزع، التعلم الإلكتروني، التعلم عبر الإنترنت، وما إلى ذلك) بشكل مترادف تقريبًا مع التعليم عن بعد.

### التكيف مع مصادر التدريس
يجب أن يتناسب تكييف الموارد التعليمية مع بيئات التدريس والتعلم المناسبة، والمعايير الثقافية الوطنية والمحلية، ويجعلها في متناول أنواع مختلفة من المتعلمين. تشمل التعديلات الرئيسية في الموارد التعليمية ما يلي:
القيود الصفية
- حجم الفصل كبير - فكر في مجموعات أصغر أو قم بإجراء مناقشات في أزواج.
- الوقت المتاح - تقصير أو إطالة مدة الأنشطة.
- تعديل المواد المطلوبة - البحث عن المواد المطلوبة أو تصنيعها أو استبدالها.
- متطلبات المساحة – إعادة تنظيم الفصول الدراسية، واستخدام مساحة أكبر، والانتقال إلى الداخل أو الخارج.[19]

الألفة الثقافية
- قم بتغيير الإشارات إلى الأسماء والأطعمة والعناصر لجعلها مألوفة أكثر.
- استبدال النصوص أو الفنون المحلية (الالتراث الشعبي، القصص، الأغاني، الألعاب، الأعمال الفنية والأمثال).[19]

الأهمية المحلية
- استخدم الأسماء والعمليات الخاصة بالمؤسسات المحلية مثل المحاكم.
- كن حساسًا لمعايير السلوك المحلية (على سبيل المثال، بالنسبة للأجناس والأعمار).
- ضمان أن يكون المحتوى حساسًا لدرجة سيادة القانون في المجتمع (الثقة في السلطات والمؤسسات).[19]

الشمولية للطلاب المتنوعين
- مستوى (مستويات) القراءة المناسبة للنصوص لاستخدام الطلاب.
- أنشطة لأنماط التعلم المختلفة.
- التوفيق للطلاب ذوي الاحتياجات التعليمية الخاصة.
- الحساسية للتنوع الثقافي والعرقي واللغوي.
- الحساسية للوضع الاجتماعي والاقتصادي للطلاب.[19]

## المنهجيات التربوية

### القائم على الأدلة
التعليم القائم على الأدلة هو مبدأ مفاده أن ممارسات التعليم يجب أن تستند إلى أفضل الأدلة العلمية المتاحة، مع التجارب العشوائية كمعيار ذهبي للأدلة، بدلاً من التقاليد، أو الحكم الشخصي، أو غيرها من التأثيرات. يرتبط التعليم المبني على الأدلة بالتدريس المبني على الأدلة، والتعلم المبني على الأدلة، وأبحاث فعالية المدرسة.

### التعلم الحواري
التعلم الحواري هو التعلم الذي يحدث من خلال الحوار. وعادة ما يكون ذلك نتيجة للحوار المتساوي؛ بمعنى آخر، نتيجة حوار يقدم فيه أشخاص مختلفون حججًا مبنية على مزاعم الصحة وليس على مزاعم السلطة.

### التعلم المتمركز حول الطالب
يشمل التعلم الذي يركز على الطالب، والمعروف أيضًا باسم التعليم الذي يركز على المتعلم، على نطاق واسع أساليب التدريس التي تحول تركيز التدريس من المعلم إلى الطالب. في الاستخدام الأصلي، يهدف التعلم المتمركز حول الطالب إلى تطوير ذاتية المتعلم واستقلاليته من خلال وضع مسؤولية مسار التعلم في أيدي الطلاب. يركز التعليم المرتكز على الطالب على المهارات والممارسات التي تمكن التعلم مدى الحياة وحل المشكلات بشكل مستقل.

### التربية النقدية
تطبق التربية النقدية النظرية النقدية على التربية وتؤكد أن الممارسات التعليمية يتنازع عليها التاريخ ويشكلها، وأن المدارس ليست أماكن محايدة سياسيًا، وأن التدريس سياسي. إن القرارات المتعلقة بالمناهج الدراسية، والممارسات التأديبية، واختبارات الطلاب، واختيار الكتب المدرسية، واللغة التي يستخدمها المعلم، والمزيد يمكن أن تؤدي إلى تمكين الطلاب أو إضعافهم. وتؤكد أن الممارسات التعليمية تفضل بعض الطلاب على بعض، وبعض الممارسات تضر جميع الطلاب. وتؤكد أيضًا أن الممارسات التعليمية غالبًا ما تحابي بعض الأصوات ووجهات النظر بينما تهمش أو تتجاهل أخرى.

## الدرجات الأكاديمية
الدرجة الأكاديمية .Ped.D دكتوراه في علم التربية، تُمنح بفخر من قبل بعض الجامعات الأمريكية للمعلمين المتميزين (في الولايات المتحدة والمملكة المتحدة، تصنف الدرجات العلمية المكتسبة في المجال التعليمي على أنها .Ed.D دكتوراه في التربية، أو .Ph.D دكتور في الفلسفة). يستخدم المصطلح أيضًا للإشارة إلى التركيز على التعليم كتخصص في مجال ما.

## علم التربية الحديث
وصف مقال من كاتماندو بوست نُشر في 3 يونيو 2018 اليوم الأول المعتاد في المدرسة في التقويم الأكاديمي. يلتقي المعلمون بطلابهم بسمات مميزة. إن تنوع الصفات بين الأطفال أو المراهقين يتجاوز أوجه التشابه. يجب على المعلمين تعليم الطلاب من خلفيات ثقافية واجتماعية ودينية مختلفة. وينطوي هذا الوضع على استراتيجية مختلفة في التربية وليس النهج التقليدي للمعلمين لتحقيق الأهداف بكفاءة.
عرفت المؤلفة والمعلمة الأمريكية كارول آن توملينسون التعليم المتمايز بأنه "جهود المعلمين في الاستجابة للتناقضات بين الطلاب في الفصل الدراسي". يشير التمايز إلى طرائق التدريس. وأوضحت أن التعليم المتمايز يمنح المتعلمين مجموعة متنوعة من البدائل للحصول على المعلومات. تتضمن المبادئ الأساسية التي يتألف منها هيكل التعليم المتمايز التقييم التكويني والمستمر، والتعاون الجماعي، والاعتراف بمستويات الطلاب المتنوعة من المعرفة، وحل المشكلات، والاختيار في تجارب القراءة والكتابة.
اكتسب هوارد غاردنر شهرة في قطاع التعليم بسبب نظريته للذكاءات المتعددة. وقد قام بتسمية سبعة من هذه الذكاءات في عام 1983: الذكاء اللغوي، والمنطقي والرياضي، والبصري والمكاني، والجسدي والحركي، والموسيقي والإيقاعي، ومعرفة الذات، ومعرفة الآخرين. ويقول النقاد إن النظرية تعتمد فقط على حدس غاردنر بدلا من البيانات التجريبية. انتقاد آخر هو أن الذكاء متطابق للغاية بالنسبة لأنواع الشخصيات. جاءت نظرية هوارد غاردنر من البحث المعرفي وتنص على أن هذه الذكاءات تساعد الناس على "معرفة العالم، وفهم أنفسهم، والآخرين". تتعارض الاختلافات المذكورة مع النظام التعليمي الذي يفترض أن الطلاب يمكنهم "فهم نفس المواد بنفس الطريقة وأن المقياس الجماعي الموحد يكون محايدًا إلى حد كبير تجاه المناهج اللغوية في التدريس والتقييم وكذلك إلى حد ما الأساليب المنطقية والكمية."

### البحث التربوي
يشير البحث التربوي إلى جمع وتحليل الأدلة والبيانات المتعلقة بمجال التعليم بشكل منهجي. قد يشمل البحث مجموعة متنوعة من الأساليب وجوانب مختلفة من التعليم بما في ذلك تعلم الطلاب والتفاعل وطرائق التدريس وتدريب المعلمين وديناميكيات الفصول الدراسية.